# Жданов Ігор Олександрович
І́гор Олекса́ндрович Жда́нов (нар. 29 грудня 1967, Вінниця) — Міністр молоді та спорту України у другому уряді Арсенія Яценюка та уряді Володимира Гройсмана, український громадський і політичний діяч, комендант Майдану під час Революції гідності, член Ради Майдану, кандидат політичних наук, волонтер АТО.

## Життєпис

### Освіта
У 1992 році закінчив історичний факультет Київського державного університету імені Тараса Шевченка. У 1994-му — аспірантуру юридичного факультету Київського національного університету імені Тараса Шевченка, в 1996-му — курси молодих європейських лідерів по програмі Ради Європи в університеті Thames Valley (Велика Британія).
Кандидат політичних наук — захистив кандидатську дисертацію

### Трудова діяльність
У 1986—1988 рр. — служба в армії.
У 1993-му розпочав експертну та громадсько-політичну діяльність, як позаштатний консультант Комітету ВР з питань молоді, спорту та туризму.
У 1994-му — представник кандидата в президенти України в Центрвиборчкомі.
У 1994—1995 рр. працював у юридичному управлінні Адміністрації Президента України Леоніда Кучми і в групі помічників Глави Держави під керівництвом Олександра Разумкова. Пізніше, вперше за всю історію незалежної України група помічників президента подала у відставку на знак протесту проти внутрішньої політики Дмитра Табачника, серед них був і Ігор Жданов.
У 1997—1999 рр. — співробітник апарату Ради національної безпеки і оборони України (помічник заступника секретаря РНБО).
У 1995—1997 і 1999—2005 рр. — один із ініціаторів, засновників та організаторів Українського центру економічних і політичних досліджень імені Олександра Разумкова, директор політико-правових програм.
Автор більше сотні аналітичних доповідей, статей та наукових праць із конституційної, судової, адміністративної реформ, проблем боротьби із корупцією, міжконфесійних відносин, врегулювання статусу АР Крим. 
Від 2002-го — позаштатний консультант Комітету Верховної Ради України з питань боротьби з організованою злочинністю і корупцією.
У 2004-му — провідний аналітик виборчого штабу кандидата в президенти Віктора Ющенка. Активний учасник Помаранчевої революції, співавтор програми «10 кроків назустріч людям».
У 2005—2007 рр. — перший заступник Голови Центрального виконавчого комітету партії Народний Союз «Наша Україна», член політради партії. На парламентських виборах 2006 і 2007 рр.. входив до складу керівництва центрального штабу блоків «Наша Україна» і «Наша Україна — Народна самооборона».
У 2008-му — вийшов з партії [Архівовано 15 грудня 2014 у Wayback Machine.] на знак незгоди з політикою руйнування демократичної коаліції, яку проводила «Наша Україна» та її почесний Голова — Президент України Віктор Ющенко.
Від травня 2008-го — президент аналітичного центру «Відкрита політика» (Київ). Генеральний директор громадської організації «Фонд „Відкрита політика“» [Архівовано 13 грудня 2014 у Wayback Machine.]. Зокрема, АЦ «Відкрита політика» спільно з Інформаційною агенцією «Інтерфакс-Україна» здійснював проєкт «Політичні підсумки тижня».
Під керівництвом І. О. Жданова ГО "Фонд «Відкрита політика» також реалізував такі проєкти, як створення Демократичної платформи з реформування наукової сфери в Україні, проєкт «Допоможемо дітям Донбасу!»[недоступне посилання з липня 2019], проводив соціологічні дослідження, круглі столи присвячені проблемам формування європейських цінностей серед молоді, патріотичного виховання молоді, популяризації науки та підтримки юних науковців, розвитку дитячого телебачення та медіавиховання.
У 2009 р. — здійснював загальну редакцію та є співавтором аналітичної доповіді «Аналіз державної політики з дотримання прав дітей національних меншин» [Архівовано 7 квітня 2019 у Wayback Machine.]. Англійський примірник доповіді зберігається в бібліотеках багатьох міжнародних організацій в Україні і закордоном.
У 2009—2011 роках був керівником проєктів з розробки методичного посібника з формування міжкультурного діалогу серед дітей та підлітків, а також соціальної реклами на тему свободи слова, поваги до прав людини, авторами якої були юні журналісти.
Здійснював керівництво окремих проєктів з організації Центру профілактики нехімічних залежностей [Архівовано 27 грудня 2014 у Wayback Machine.], Міжнародної медіашколи спільно з німецькими аніматорами, Міжнародної зеленої школи спільно з провідними ліцеями та університетами України.
Від 2011-го — викладач курсу «Вступ до політичної аналітики» у Національному університеті «Києво-Могилянська академія».
У 2012 р. — голова Громадської Ради при МЗС України [Архівовано 13 грудня 2014 у Wayback Machine.]. Під час свого головування відстоював курс України на європейську інтеграцію та підписання Угоди про Асоціацію з ЄС, послідовно виступав опонентом Митного союзу. [Архівовано 15 грудня 2014 у Wayback Machine.]
У 2013—2014 рр. — активний учасник Революції гідності, комендант Майдану, член Ради Майдану [Архівовано 15 грудня 2014 у Wayback Machine.], один із засновників Всеукраїнського об'єднання «Майдан», здійснював інформаційно-аналітичний супровід дій опозиційних партій у Штабі Національного Спротиву.
У 2014-му — волонтер АТО, неодноразово бував в зоні АТО та особисто доставляв на блокпости і у місця розташування батальйонів територіальної оборони ЗСУ «Київ-1», «Батьківщина», «Рух Опору» та інших — різноманітну благодійну допомогу, зібрану власними зусиллями: бронежилети, їжу, спорядження, легкові автомобілі, прилади нічного бачення, тепловізори, приціли, загалом на суму понад 1 млн грн.
У 2014-му — керівник виборчого штабу кандидата в президенти України Юлії Тимошенко. Під час дострокових парламентських виборів — № 10 у виборчому списку ВО «Батьківщина».
У 2014 році обраний народним депутатом України від ВО «Батьківщина» до Верховної Ради VIII скликання.
2 грудня 2014 р. — призначений [Архівовано 13 грудня 2014 у Wayback Machine.] на посаду Міністра молоді та спорту України.
17 лютого 2016 року міністр молоді та спорту України Ігор Жданов виключений з лав партії ВО «Батьківщина».
11 квітня 2016 року вступив до «Народного фронту».
14 квітня 2016 року Верховна Рада України призначила новий склад Кабінету Міністрів України (уряд Гройсмана), у складі якого Ігор Жданов перепризначений на посаду Міністра молоді та спорту України.
29 серпня 2019 року уряд Володимира Гройсмана відповідно до статті 115 Конституції України склав повноваження перед новообраною Верховною Радою України, а Ігор Жданов був звільнений з посади Міністра молоді і спорту України.
З грудня 2019 року — ментор Програми USAID «РАДА: відповідальність, підзвітність, демократичне парламентське представництво».
З 1 січня 2020 року — член Ради засновників Всесвітнього антидопінгового агентства (World Anti-Doping Agency, WADA Foundation Board Member), обраний Комітетом Міністрів Ради Європи.

### Особисте життя
Одружений. Є син Арсеній і дочка Ярина[джерело?].
Захоплення: історія, фантастика, футбол, настільний теніс, шахи.